# 潮吹き穴

潮吹き穴の仕組み

潮吹き穴（しおふきあな、潮吹穴）とは、海食洞の天井部分にある断層や節理などの侵食に弱い部分が波食で崩落して小孔が開いたことにより、そこに波が打ちつけた際に、圧縮された海水や空気が一気に吹き上げる穴ことである。稀有な例としては、アロファアガ噴水孔のように、海食洞ではなく溶岩洞にできた潮吹き穴も存在する。潮吹き穴はその希少性から観光の対象にされることが多い。なお、クジラ目の哺乳類の鼻孔も潮吹き穴と呼ぶ。

## 例
- アロファアガ噴水孔 - サモア サバイイ島
- スパウティング・ホーン（英語版） - アメリカ カウアイ島
- 千畳敷 - 青森県深浦町
- 崎山の潮吹穴 - 岩手県宮古市
- 岩井崎 - 宮城県気仙沼市
- 塩吹の鼻 - 東京都大島町
- 汐吹崎 - 静岡県伊東市[注釈 1]
- 三崎の潮吹穴 - 三重県南伊勢町
- 見江島の潮吹穴 - 三重県南伊勢町
- 潮吹岩 - 和歌山県美浜町
- 竜宮の潮吹き - 山口県長門市
- 鶴御崎 - 大分県佐伯市
- フーチャ - 鹿児島県和泊町（沖永良部島）

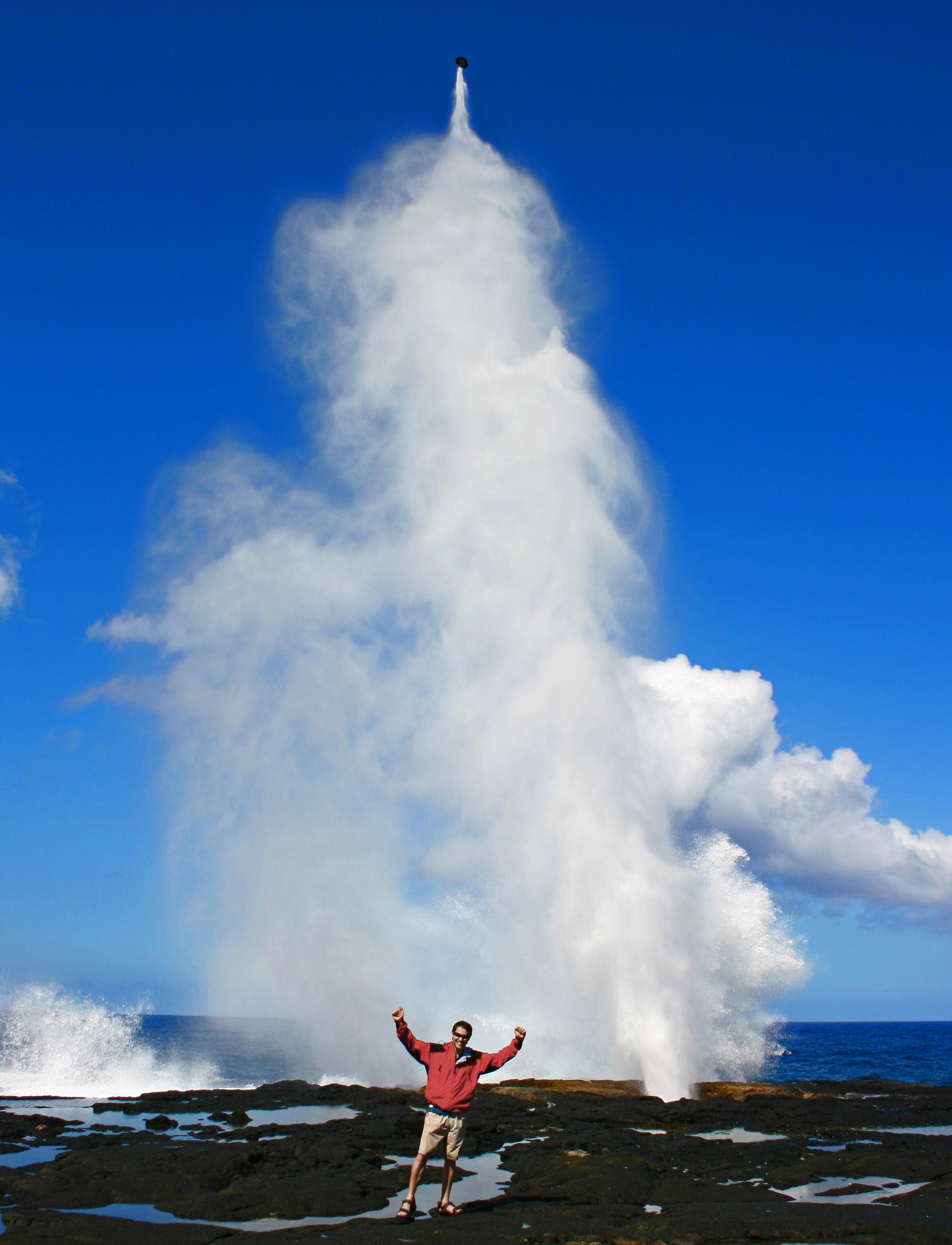
アロファアガ噴水孔
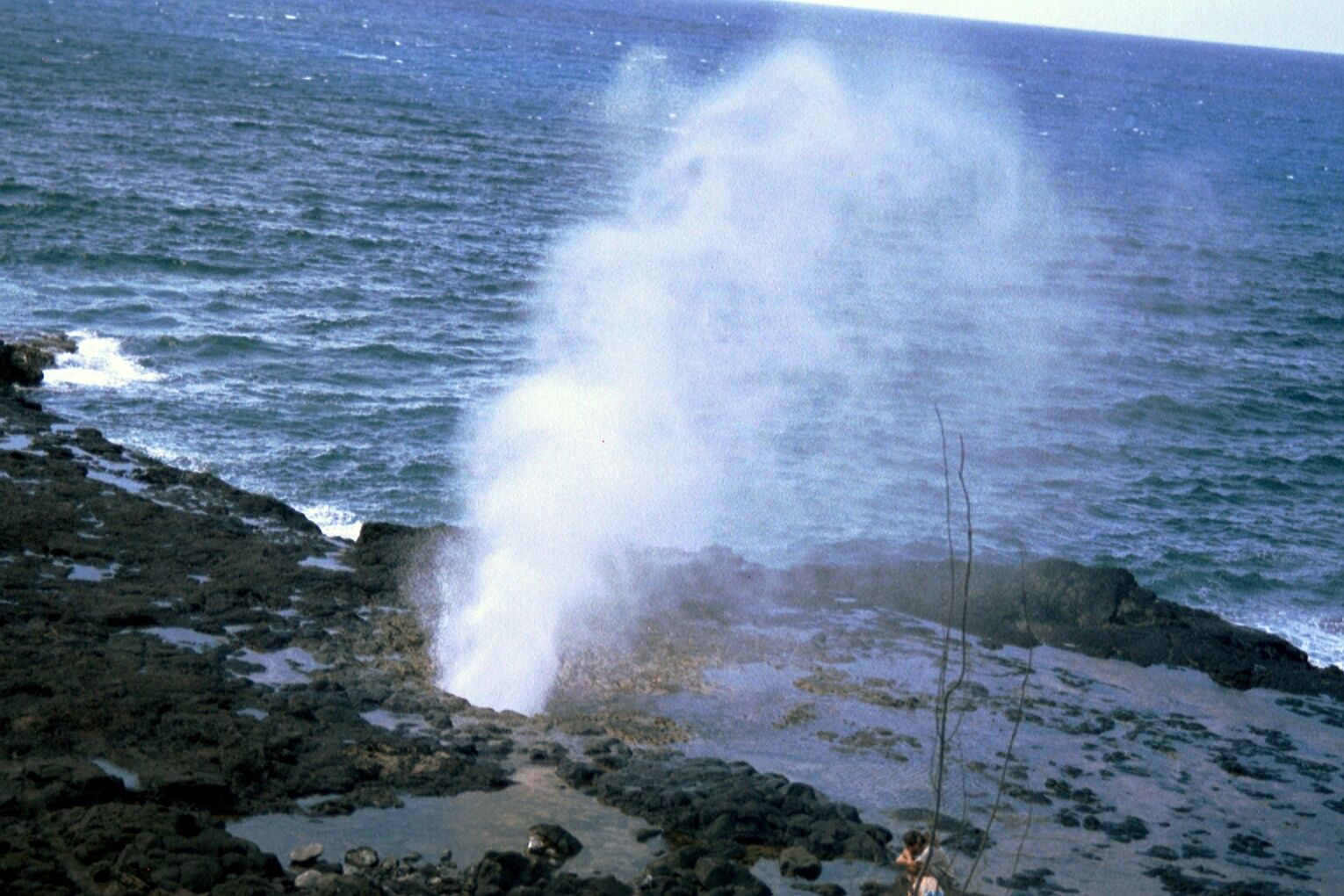
スパウティング・ホーン
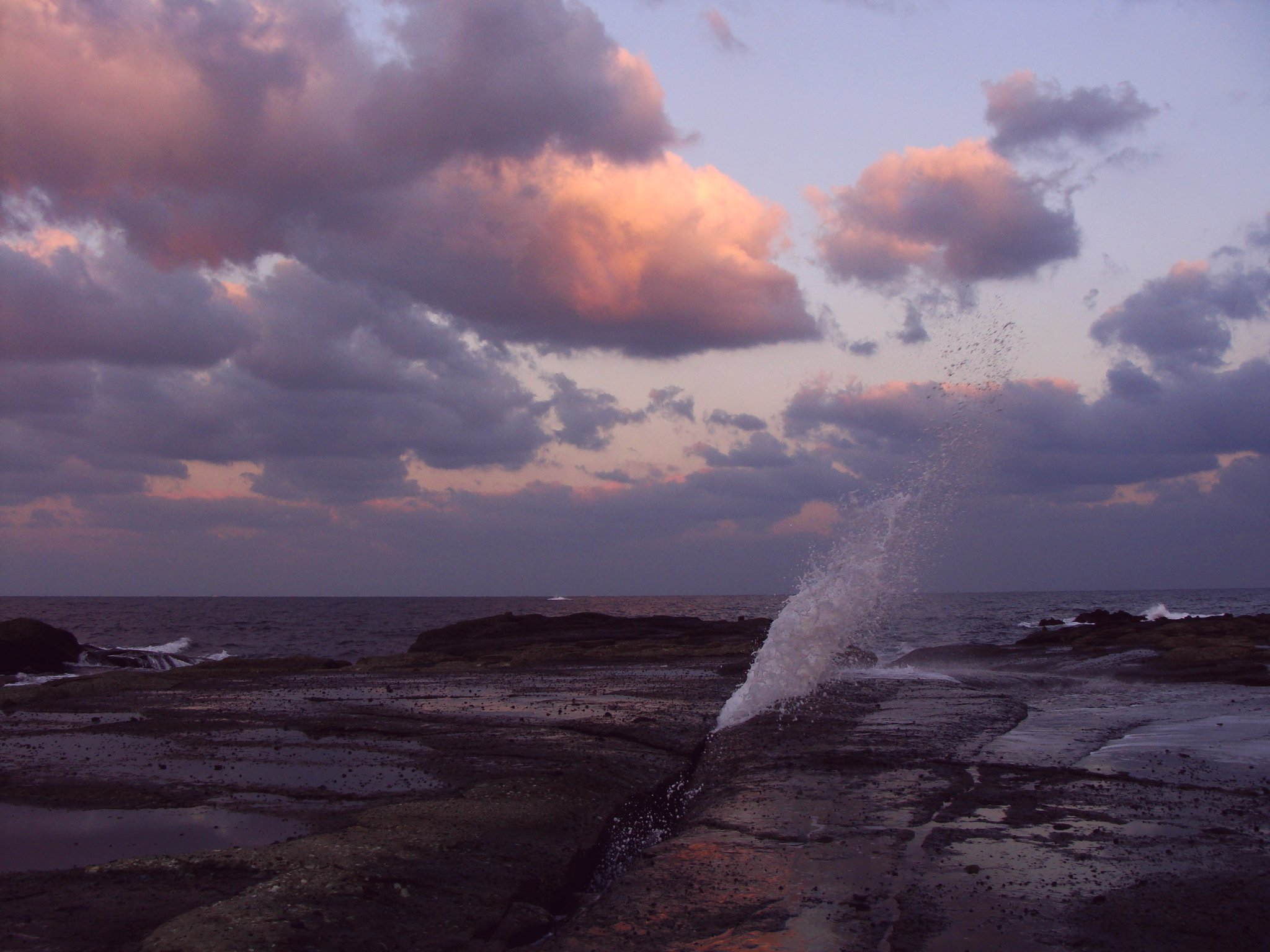
千畳敷
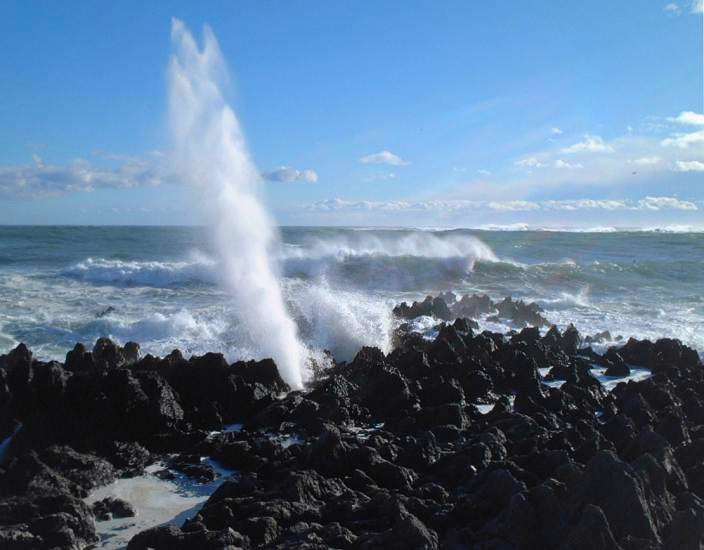
岩井崎
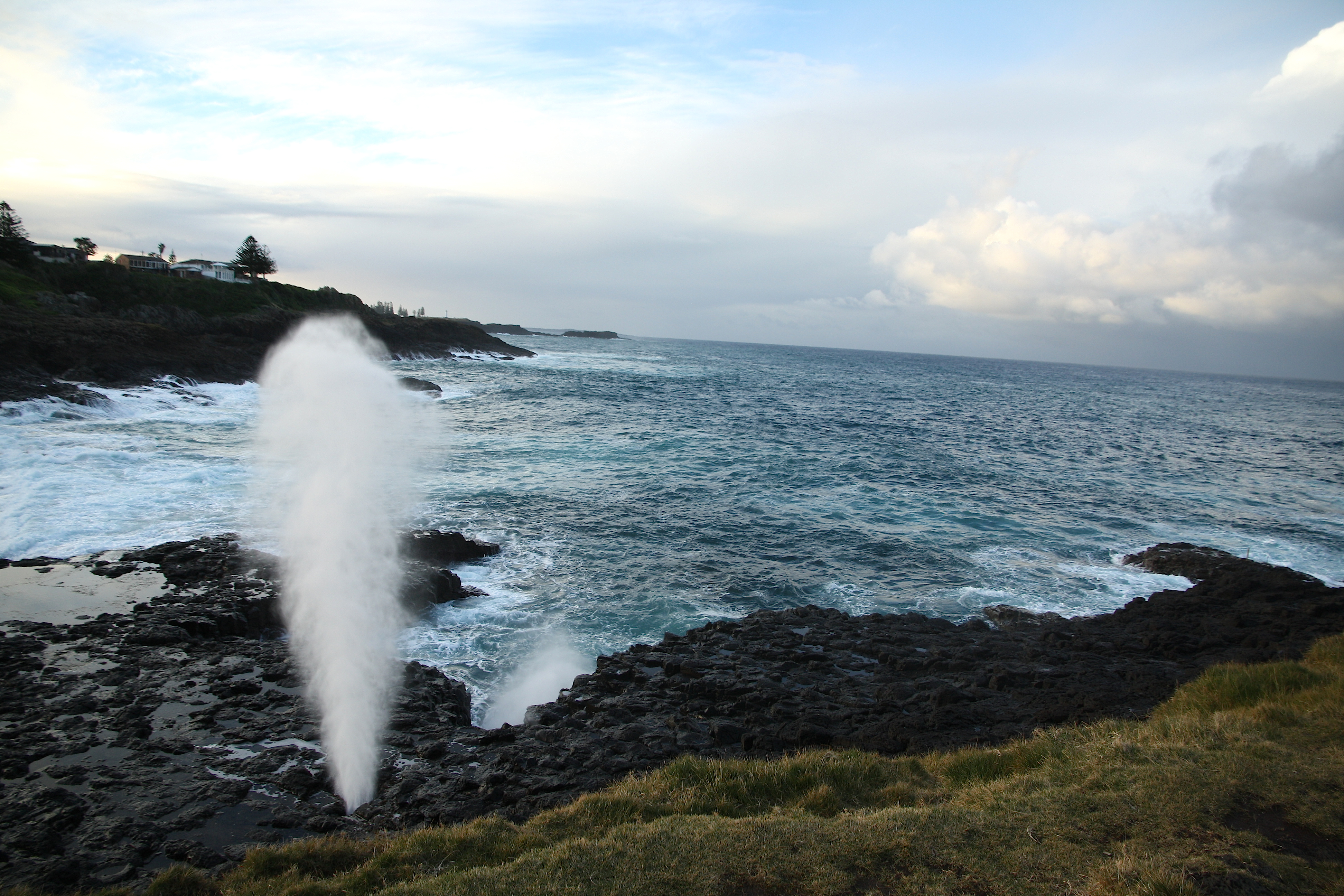
Kiama Blowhole（英語版） イギリス
- Nakalele Blowhole 米マウイ島